# Pseudanthus
Pseudanthus es un género de plantas perteneciente a la familia Picrodendraceae. Es originario de Australia.

## Especies[3]
- Pseudanthus ballingalliaeHalford & R.J.F.Hend.
- Pseudanthus divaricatissimus (Mull.Arg.) Benth.
- Pseudanthus ligulatus Halford & R.J.F.Hend.
- Pseudanthus micranthus Benth.
- Pseudanthus orientalis  F.Muell.
- Pseudanthus ovalifolius F.Muell.
- Pseudanthus pauciflorus Halford & R.J.F.Hend.
- Pseudanthus pimeleoides Sieber ex Spreng.